# Arrondissement d'Uckermark
L’arrondissement d’Uckermark est un arrondissement  ("Landkreis" en allemand) du Brandebourg  (Allemagne).
Son chef lieu est Prenzlau.

## Géographie
L’arrondissement d’Uckermark recouvre les confins nord-est du Land de Brandebourg, et se trouve donc frontalier de la Pologne, avec l’Oder comme frontière naturelle. Il représente la plus grande partie de la région des lacs d’Uckermark, la pointe septentrionale étant rattachée au Mecklembourg (arrondissement du Plateau des lacs mecklembourgeois et Poméranie-Occidentale-Greifswald) ; cette dernière région, comme son chef-lieu Gartz (Oder) dépendaient autrefois du Brandebourg. Le sud-ouest de l'arrondissement vient mordre sur la forêt de Schorfheide.
Les arrondissements voisins sont : au sud, celui de Barnim ; à l’ouest, celui de la Haute-Havel. En Pologne, les arrondissements voisins sont ceux de Police (Pölitz avant 1945) et de Gryfino (Greifenhagen avant 1945).

### Villes, communes & communautés d'administration
(nombre d'habitants en 2006)
| Villes ¹ Villes liées à un Amt 1. Angermünde (14 801) 2. Brüssow¹ (2 230) 3. Gartz (Oder)¹ (2 505) 4. Lychen (3 729) 5. Prenzlau (20 461) 6. Schwedt/Oder (35 881) 7. Templin (16 844) Communes non liées à un Amt 1. Boitzenburger Land (3 939) 2. Nordwestuckermark (5 035) 3. Uckerland (3 254) | Ämter et communes liées 1. Brüssow (Uckermark) (5 089) 1. Brüssow, ville (2 230) 2. Carmzow-Wallmow (702) 3. Göritz (844) 4. Schenkenberg (639) 5. Schönfeld (674) 2. Gartz (Oder) (7 125) 1. Casekow (2 225) 2. Gartz (Oder), ville (2 505) 3. Hohenselchow-Groß Pinnow (870) 4. Mescherin (783) 5. Tantow (742) 3. Gerswalde (5.294) 1. Flieth-Stegelitz (685) 2. Gerswalde (1 723) 3. Milmersdorf (1 766) 4. Mittenwalde (430) 5. Temmen-Ringenwalde (690) 4. Gramzow (7 674) 1. Gramzow (2 081) 2. Grünow (977) 3. Oberuckersee (1 868) 4. Randowtal (1 062) 5. Uckerfelde (1 061) 6. Zichow (625) 5. Oder-Welse (5 832) 1. Berkholz-Meyenburg (1 266) 2. Mark Landin (1 143) 3. Passow (1 619) 4. Pinnow (944) 5. Schöneberg (860) |